# ペルーにおける強制不妊手術

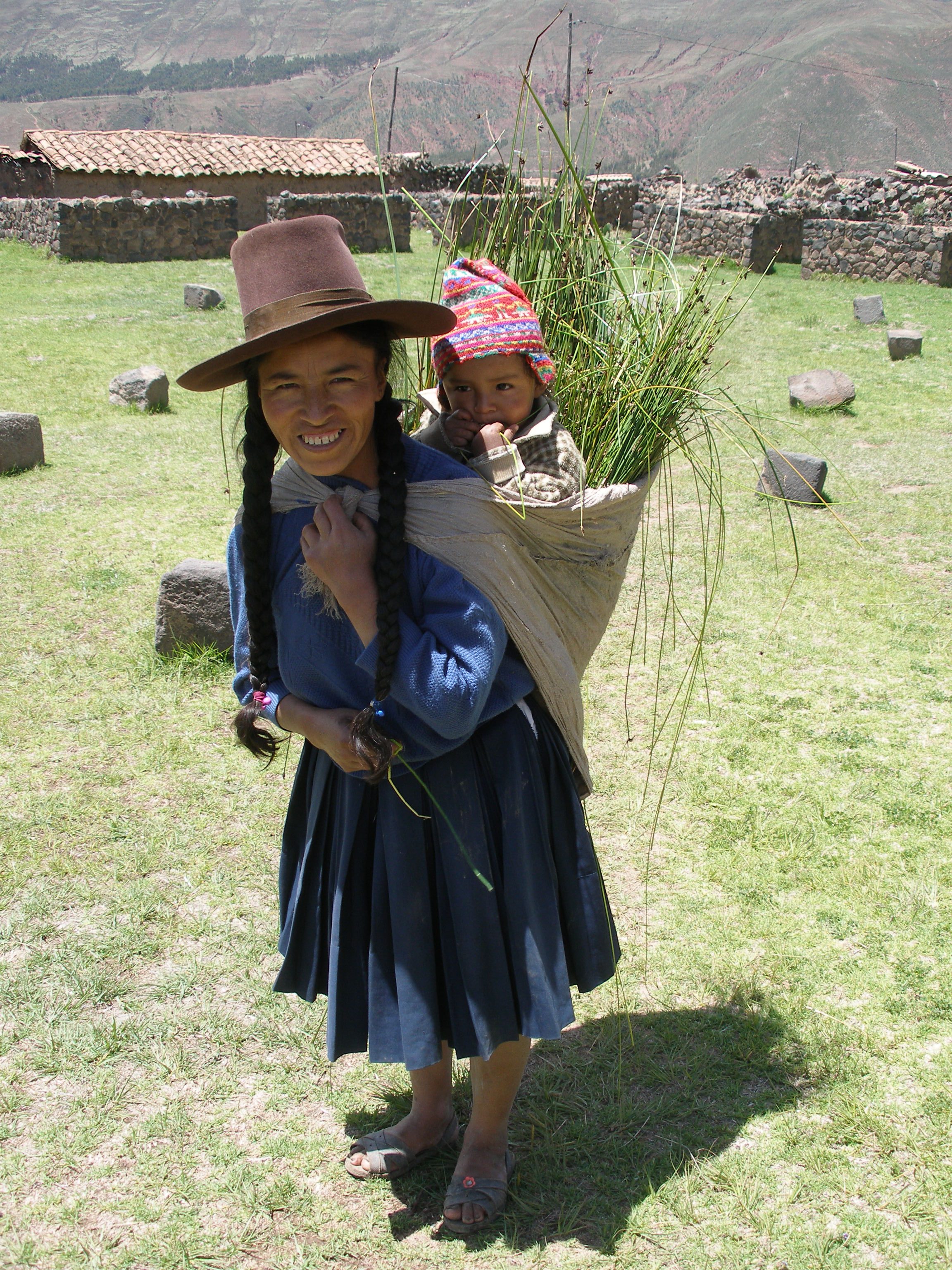
子供を連れたアンデスの女性

ペルーにおける強制不妊手術（ペルーにおけるきょうせいふにんしゅじゅつ、Esterilización forzosa en Perú）は、ペルーのアルベルト・フジモリ政権下で行われた強制不妊手術。

## 解説
貧困層や先住民の女性、特にアンデス地方の農村地域に居住する人々の人口を抑制することを目的として体系的に実施されました。この施策は、国家主導の国民人口プログラムの一環として行われましたが、そもそもは経済復興と、マルクス主義ゲリラ組織である「センデロ・ルミノソ」（輝ける道）との闘争を目的とした軍事計画「プラン・ベルデ」(スペイン語: Plan Verde) に由来しています。このプログラムは、ペルーの農村部および先住民の住民に対して著しく偏った影響を与えたため、民族浄化またはジェノサイドの一形態として広く非難されています。
このプログラムの起源は、20世紀初頭にペルーで台頭した人口制御の政策や優生学理論にまで遡ることができます。これらの政策はフジモリ政権下で大きく発展し、不妊手術は「文化的に遅れている」および経済的に恵まれない集団の出生率を低下させることで貧困を減少させ、資源分配を改善する手段として正当化されました。自発的参加の名目のもと、多くの女性が十分な説明を受けないまま、脅迫を受けたり、食料や医療援助と引き換えに不妊手術を強制されるケースが頻繁に発生しました。
この強制不妊手術のキャンペーンは、対象となったコミュニティに持続的な社会経済的および健康上の影響をもたらしました。このプログラムは農村経済を壊滅させ、貧困を深刻化させ、広範な人権侵害を引き起こしました。被害者に正義を求める努力は、政府の抵抗や法的課題に直面しており、多くの障害があります。国際的および国内的な組織はこれらの行為を人道に対する罪として非難していますが、被害者に対する責任追及と賠償は依然として限られています。

## 背景
ペルーにおいては、20世紀初頭から、民族的要素を含む人口抑制策が導入され始めました。 1920年代および1930年代には、ペルーのエリート層が優生学の理論を支持し、結婚前の健康診断を義務付け、不適格とされた個人の結婚を禁ずる法律を施行しました。1930年代には、ペルー政府がヨーロッパ系白人の移民を積極的に奨励する政策を推進しました。
1930年代および1940年代の優生学運動に続く、人口抑制に対する現代の関心は、急速な人口動態の変化に由来しています。人口の急速な都市化に伴い、医療の進歩により死亡率は低下する一方、1972年時点で出生率は女性一人あたり約6人の子供という水準で安定していました。
アメリカ合衆国および他国で性革命が進行する中で、ペルーでも女性の避妊法へのアクセス向上の要求が高まっていました。フェミニスト団体は当時、主に中産階級で都市部に居住する女性の権利擁護に注力していましたが、この運動には階級と民族が絡んでいました。中産階級の女性活動家は、貧困層の農村部、特に先住民の女性に比べて、はるかに避妊法および生殖健康サービスへのアクセスがしやすい状況にありました。
1980年代に軍事政権が崩壊した後、フェルナンド・ベラウンデ政権は、避妊手段へのアクセスを拡大するための初の試みを行いました。1981年の国勢調査によると、女性一人あたりの平均出生率は依然として5人を超えており、特に高い出生率の地域に住む人々は、それ以上の子供を望んでいないことが明らかになりました。この結果、政権は全国人口評議会を設立し、病院に家族計画サービスを導入しました。しかし、これらの施策は主に都市部に限られており、農村部、特に先住民にはほとんど及びませんでした。これらの取り組みはその後もアラン・ガルシア大統領の下で継続され、教会や左派の人々の協力を得ました。
カトリック教会は人口増加抑制の努力を支持しましたが、現代の避妊方法の使用には反対しました。代わりに、「責任ある親」を目指す伝統的な方法を推奨しました。教会からの反発を恐れて、1985年の立法では自主的な不妊手術と中絶の合法化を試みることはなく、ペルーのフェミニストたちは失望しました。

## プラン・ベルデ
1980年代のペルーは、長い間寡頭制によって支配されてきた国であり、その結果、「権力を持つ少数の個人」と「貧困で無力な大多数」との間に深刻な社会的格差が存在していました。ペルー軍は、アラン・ガルシア政権が国内の危機、特にペルー国内紛争への対応に失敗したことに不満を感じ、政府を打倒し、新自由主義的な政府を樹立する計画を立てました。ペルーのビジネスエリートは軍事計画者と協力し、新自由主義的な経済政策と権威主義的な統治を組み合わせたアジェンダを提唱しました。
「ペルーを21世紀へ導く」という計画書の一部では、軍は貧困層の市民を対象に強制的不妊手術を実施する計画をしていました。ペルーのアナリストであるフェルナンド・ロスピグリオシは、これらの考えを「ナチスの思想に非常に近い」と述べています。この文書では、「文化的に遅れ、経済的に貧しい集団に対する不妊手術の一般的な使用は便利である」とされ、これらの集団を「不要な重荷」とみなし、「彼らの矯正不可能な特性と資源の欠如を考慮すれば、完全な根絶が唯一の解決策である」と記述されています。
ペルーの雑誌「オイガ」によると、軍は1990年6月18日にクーデターの計画を最終決定し、1990年7月27日、アルベルト・フジモリの就任前日に実行することを計画していました。同誌は、「フジモリとの交渉と合意。交渉の基礎：指導された民主主義と市場経済の概念」と題されたシナリオの一つにおいて、フジモリが就任の少なくとも24時間前に軍の計画を受け入れるよう指示されていたと記載しています。ロスピグリオシは、「フジモリ、モンテシノス、およびプラン・ベルデに関与した一部の軍関係者の間で合意が成立した」と述べています。フジモリは自身の政策を持たなかったため、プラン・ベルデの多くの政策を採用し、軍を政権のパートナーとして取り込みました。

## 国家人口計画
「毎月、一定数の不妊手術を実施することが義務付けられていました。これは必須であり、従わなければ解雇されました。多くの提供者は、女性に対し不妊手術を行うことを告げず、他の手術であると説明していました。しかし、私はこれが誤りであると感じ、女性たちに手術を受け入れさせるために米の袋を提供し、事前に手術内容を説明することを選びました。」
— 保健省の医師
フジモリ政権は、大統領府と首相府を中心に、不妊手術を経済発展の主要手段と位置づけ、その意図を人口抑制において明らかにしました。1991年には、フジモリ政権の国家人口評議会によって新たな国家人口計画 (スペイン語: Programa Nacional de Población) が策定されました。フジモリの協力を得て、2年にわたって計画されたクーデターが、1992年のペルー・クーデターで遂行されました。これにより、民軍混成政権が確立され、「プラン・ベルデ」に示された目標が実行に移されました。
1993年に発表されたフジモリ政権の「人口と開発に関する国家報告書」は、前計画が不十分であるとし、大幅な拡充を推進しました。同年、首相が発表した「基本的社会政策指針」は、人口政策に大きな影響を与え、人口予測に基づき、ペルーが基本的な社会サービスを提供できなくなる可能性を指摘しました。「社会政策：状況と展望」と題された文書でも、貧困層に対する永久的な出産制限が、フジモリ政権の13の主要経済再建政策の一つであると示されました。フジモリが任命したプログラムディレクターであるエドゥアルド・ヨング・モッタは、クリニックに毎週連絡を取り、スタッフに対し、手術の数を増やすよう指示しました。フジモリのミクロマネジメント技法も、地域プログラムのリーダーに対して直接訪問し、不妊手術の増加を要求する形で現れました。
このプログラムが開始される前、年間の不妊手術件数は15,000件未満であり、女性が手術を受けるには「健康リスクがある場合、4人以上の子供を持つ場合、または一定の年齢を超えている場合」が条件でした。しかし、1995年以降、不妊手術が開始されると、手術を受けるための条件は、ペルーの貧困層と見なされること以外には存在しなくなりました。プログラムの実施後、年間の不妊手術件数は1996年には67,000件、1997年には115,000件に増加しました。不妊手術を実施するために雇用された多くのスタッフは、適切な訓練を受けておらず、使用された機器も品質が劣っていたり不足していたりしました。また、患者に提供されるカウンセリングサービスも訓練不足のスタッフによって行われており、多くの女性が手術前に「質の高い情報」を提供されていませんでした。
フジモリはフェミニストの言葉を利用して、ペルーにおける家族計画に関する議論を操作し、人口抑制を人権よりも優先しました。1990年代には、30万人以上のペルー人が国家人口計画の被害者となり、強制的な不妊手術を受けました。

## 分析

### 民族浄化とジェノサイド
Programa Nacional de Poblaciónを通じた脆弱な集団に対する強制的な不妊手術は、民族浄化またはジェノサイド作戦としてさまざまに説明されています。ミシェル・バックとバージニア・サバラは、この計画が民族浄化の一例であると報告しており、それは先住民および農村部の女性を標的にしていました。
「1980年代の終わりに、軍のエリート集団が秘密裏にペルー社会の分析を行い、El cuaderno verdeと呼ばれる文書を作成しました。この分析は、次の政府が輝ける道を打ち破り、深刻な危機にあるペルー経済を救うために実行しなければならない政策を定めました。El cuaderno verdeは、これらの政策の一部がフジモリ大統領によって実施された後、1993年に全国メディアに公開されました。…これは、農村アンデスのコミュニティに属するケチュア語を話す女性たちに対する強制不妊手術をもたらしたプログラムでした。これは、国家によって正当化された「民族浄化」の一例であり、適切に管理された出生率が国家資源の分配を改善し、貧困水準を低下させると主張されました。…ペルー政府は、「文化的に遅れた」女性の身体を制御することを決定しました。彼女たちは貧困の源であり、反乱勢力の種と見なされていたからです。」
コーネル大学のジョスリン・E・ゲットゲンは、計画を策定した官僚たちの系統的な不妊手術の性質とmens reaがジェノサイド行為を証明していると述べています。
この記事では、これらの系統的な生殖不正義がジェノサイド行為を構成すると論じています。…先住民のケチュア女性に対する強制的な不妊手術を計画した者たちは、これらの強制的な不妊手術がケチュア民族を全体的または部分的に破壊することを知っていた、または知っているべきだったため、ジェノサイドを犯すために必要なmens reaを持って行動したと主張することができます。…ジェノサイドの意図を推測するための非常に有力な証拠として、貧しい先住民女性を特に標的とし、1989年の国民再建計画、または「プラン・ベルデ」において述べられた割り当てシステムの体系的な性質が挙げられます。…計画はさらに、目標とする地域は「矯正不可能な性格」を持ち、資源が不足しているとし、「完全な根絶」だけが残された選択肢であると述べました。 
Centro Amazónico de Antropología y Aplicación Prácticaは、この行為が「ペルーの植民地時代以来、最大のジェノサイド」であったと述べています。不妊政策の結果として、経済的刺激を提供できない小さな若年世代が形成され、農村地域はさらに貧困化しました。 

### 公式統計
ペルーの公共省は、1996年から2001年の間に、合計2,091人の女性が強制的に不妊手術を受けたと認定しています。この数字は、オンブズマン事務所のデータによると、272,028人に実施された総不妊手術数の1%未満に相当します。また、検察庁には非自発的な不妊手術に関する2,166件の告訴が寄せられており、ペルー司法省の強制不妊手術被害者登録簿（Reviesfo）には3,761人の女性が登録されています。この機関は、意思に反して不妊手術を受けた5,097人の女性を特定しました。

### 外国の関与
アメリカ国際開発庁（USAID）がペルーでの強制不妊手術キャンペーンに資金提供しているとの疑いから、米国議会議員トッド・ティアートは1998年に「ティアート修正条項」を制定した。
ペルー議会の小委員会の調査によると、アメリカ国際開発庁（USAID）と国連人口基金（UNFPA）がフジモリ政権の不妊手術活動を支援していたとされている。
曽野綾子が当時会長を務めていた日本財団もこの計画を支援していた。

## 最終翻訳
体系的な強制不妊手術は、ローマ規程に基づく人道に対する罪に該当します。人権団体は、1999年にマメリータ・メスタンサ・チャベスの代理として米州人権委員会に訴えを提起しました。彼女は強要されて不妊手術を受け、その前後に医療支援を受けられず、その結果、死亡に至りました。
しかし、ペルー政府は、数十万人に及ぶ強制不妊手術の被害者に対してほとんど対応しておらず、特に2010年代にペルー議会を主導したフジモリ主義者が捜査を積極的に妨害しました。2016年7月、ある検察官は、フジモリ元大統領とその政権スタッフが不妊手術に関して裁判にかけられることはなく、強制不妊手術は「個別の医療従事者による孤立した」事件であると主張しました。フジモリ元大統領に対する訴訟は、数千人の女性原告を擁し2002年から進行中ですが、ラファエル・マルティネス判事は、この裁判を阻止し、フジモリがチリから引き渡された際、強制不妊手術に関する起訴は引き渡し要求に含まれていなかったと判断しました。このため、裁判を進めるためには、チリ最高裁がフジモリに対する強制不妊手術に関する起訴を承認する必要がありました。2024年、チリ最高裁は、フジモリの引き渡し要求に含まれる犯罪の範囲を強制不妊手術を含むよう拡大することを許可しました。
強制不妊手術の影響を理解し、正義を追求するために、国民と政府の両方が努力を続けています。真実和解委員会（TRC）は、シンパテイア及び農民自警団とペルー軍との間の20年にわたる内戦を調査するために、2001年に設立されました。特に困難な課題の一つは、強制不妊手術を性暴力の一形態として定義することです。フェミニストや人権団体は、法令第2906号を提案し、強制妊娠、中絶、売春、性奴隷を含む武力紛争中の性暴力の定義を拡大しようとしましたが、司法省はこの法令に強く反対しました。この定義の拡大は、「TRCによる20年間の調査期間において、ペルー国家が性暴力の主な加害者であったことを認めることになる」として反対されました。法令第2906号は2012年に可決され、性暴力に対する補償可能なカテゴリーが拡大されましたが、不妊手術キャンペーンは依然として除外されています。
2023年、米州人権委員会は、アルベルト・フジモリ政権下で強制不妊手術を受けて死亡したエディス・ラモスのケースを、新たにペルー国家に対する裁判のために米州人権裁判所に提出しました。